# Gabela (Angola)
Gabela ist eine Stadt und ein Landkreis in Angola. Hier leben seltene endemische Vogelarten wie der Angolabrillenwürger, dessen  wissenschaftlicher Name Prionops gabela sich auf die Stadt bezieht.

## Geschichte
Das Gebiet wurde unter portugiesischer Kolonialherrschaft mit Forcierung des Kaffeeanbaus zunehmend  erschlossen. 1941 wurde die Gemeindekirche Igreja paroquial de Gabela errichtet.
Das Unternehmen Companhia Angolana de Agricultura (CADA, „Angolanisches Unternehmen für Landwirtschaft“) errichtete 1944 hier seinen Sitz, als Gründungsdatum gilt der 18. August 1944. Die CADA widmete sich hier auf ihren Plantagen der Produktion von Kaffee und Ölpalmen. Um den Sitz der CADA herum entstand die Ortschaft Boa Entrada, die zur Kleinstadt (Vila) erhoben und Verwaltungssitz Gabelas wurde.
Die Region entwickelte sich zum bedeutendsten Kaffeeanbaugebiet Angolas, insbesondere das Gebiet um Gabela konnte seine Produktion stetig steigern. Zwischen 1973 und 1974 wurde in Angola mit über 204.000 Tonnen die größte Kaffeeproduktion Afrikas erreicht. Mit Ausbruch des Angolanischen Bürgerkriegs 1975 verließen die portugiesischen Kaffeepflanzer ihre Plantagen, und der Kaffeeanbau verfiel. Die CADA funktionierte zunächst weiter und beschäftigte noch 1977 6000 Menschen. Am 31. Dezember 1977 wurde die CADA mit allen Maschinen, Gesundheits- und Bildungseinrichtungen verstaatlicht. Im Verlauf des Angolanischen Bürgerkriegs (1975–2002) erlitten die Einrichtungen der CADA jedoch weiter starke Zerstörungen und verfielen zunehmend.
Boa Entrada hofft seither auf eine Renovierung und Wiederbelebung der CADA-Einrichtungen, um Beschäftigung zu schaffen und das wirtschaftliche Leben der Kleinstadt erneut zu beleben. Seit 2013 wird der Anbau von Robusta-Kaffee unter Förderung der Provinzregierung wieder verstärkt aufgenommen. Trotz aller Fortschritte konnte das Gebiet von Gabela jedoch bisher nicht wieder an seine frühere Bedeutung anschließen.

## Verwaltung
Gabela ist Sitz einer gleichnamigen Gemeinde (Comuna) im Kreis (Município) von Amboim, in der Provinz Cuanza Sul. Sie ist Sitz des Landkreises Amboim.
Hauptort Gabelas ist die Kleinstadt Boa Entrada, die zudem Sitz eines posto administrativo ist, einer kleineren Verwaltungseinheit neben der Comuna.

## Wirtschaft
Ein wesentlicher Teil der Kaffeeproduktion Angolas kommt aus der Gegend um die Stadt Gabela. Bis Mitte der 1970er Jahre war Gabela durch die Einnahmen aus dem Kaffeeanbau eine der wohlhabendsten Städte Angolas. Inzwischen wurde der Kaffee-Anbau wieder verstärkt aufgenommen, und Gabela hofft, an seine frühere Bedeutung anzuschließen.

## Söhne und Töchter der Stadt
- Ana de Santana (* 1960), angolanische Dichterin und Schriftstellerin